# Firhøj (stacja kolejowa)
Firhøj (duński: Firhøj Station) – stacja kolejowa w miejscowości Gilleleje, w Regionie Stołecznym, w Danii. 
Stacja położona jest na Hornbækbanen pomiędzy Helsingør i Gilleleje. Usługi związane z transportem kolejowym prowadzone są przez Lokaltog.

## Linie kolejowe
- Lokaltog